# August Arndt
August Arndt (* 26. September 1885; † nach 1927) war ein deutscher Politiker (DDP).
Arndt war der Sohn eines Arbeiters in Rodelshöfen (Kreis Braunsberg). Er besuchte die Volksschule und machte danach eine Lehre als Schlosser. Anschließend war er in verschiedenen Industriezweigen in Königsberg tätig. Er leistete seinen Militärdienst in Königsberg und war seit 1912 in der Eisenbahnhauptwerkstatt Danzig und seit 1917 in der Eisenbahnverwaltung als Kalkulator tätig. Er war Vorsitzender der Ortsgruppe Danzig des Allgemeinen Eisenbahnverbandes und Mitglied des Zentralvorstands in Berlin. Bei der Eisenbahndirektion Danzig war er Arbeiterrat.
In der Freien Stadt Danzig schloss er sich der DDP an. 1919 bis 1927 gehörte er dem Volkstag an.